# Frances Ashcroft
Frances Mary Ashcroft DBE, FRS (15 de fevereiro de 1952) é uma fisiologista do canal iônico britânica.
Seu grupo de pesquisa tem reputação internacional por trabalhos sobre a secreção de insulina, diabetes mellitus tipo 2 e diabete neonatal.
Foi eleita membro da Royal Society em 1999. Recebeu o Prêmio Walter B. Cannon de 2007, da American Physiological Society. Foi uma das cinco laureadas de 2012 dos Prêmios L'Oréal-UNESCO para mulheres em ciência.
Ashcroft apresentou a Croonian Lecture da Royal Society em 2013.